# تیان (ملکه)
| G47 · n |

| G47 · n |

تیان (به انگلیسی: Tjan) همسر فرعون مصر باستان سوبک‌حتپ چهارم از دودمان سیزدهم مصر بود که در اواخر سدهٔ هجدهم پیش از میلاد سلطنت می‌کرد.
تیان لقب «همسر پادشاه» را دارد و تنها از چند شیء باستانی شناخته شده است. در موزه بریتانیا مهره‌ای وجود دارد که روی آن نوشته‌ای کوتاه دیده می‌شود: «همسر پادشاه، تیان، محبوب حاثور، بانوی اطفیح.» در موزه لوور نیز یک اسکراب با نام و لقب او وجود دارد. در موزه مصر قاهره جعبه‌ای نگهداری می‌شود که روی آن نوشته شده: «[...]حُتپ، زادهٔ پادشاه خانفررع و فرزند ملکه تیان.» نام پسر تنها به‌صورت ناقص باقی مانده است. خانفررع نام سلطنتی پادشاه سوبک‌حتپ چهارم است. این نوشته تیان را به‌عنوان همسر این پادشاه معرفی می‌کند. همچنین تکه‌ای از یک گلدان سفالین لعاب دار یافت شده که نام دختر او، نبت‌یونت را دربردارد. تیان در هیچ‌کدام از آثار یادبودی پادشاه دیده نمی‌شود؛ شاید او در اواخر دوران سلطنت سوبک‌حتپ چهارم با او ازدواج کرده باشد.